# 法親王
法親王（日语：／ Hōshinnō/Hosshinnō）指日本皇族男性中出家為僧後受亲王宣下者。

## 歷史
日本自平安时代初期已有親王出家的事例，如平城天皇皇子高岳親王在药子之变後被廢除皇太子之位，後來出家並改法名「真如」。當時一般將出家的親王稱為「入道親王」與「法親王」，兩種稱呼混合使用，如在法親王制度形成前出家的高岳親王的法名「真如入道親王」也可稱作「真如法親王」。
後來，兩種稱呼的用途逐漸有所區分，以親王宣下後出家為僧者為「入道親王」、以出家為僧後受親王宣下者為「法親王」。根據《初例抄》的記載，白河院太上天皇皇子覺行阿闍梨出家至仁和寺後受親王宣下，是首位法親王。法親王的一個特例是時為僧籍的二條天皇在其父後白河天皇繼位後受親王宣下、還俗，並被立為皇太子。
然而，隨著時間的推移，兩種稱呼的區別又變得模糊，並由此被混同，「法親王」一詞也因此用於泛稱所有僧籍親王，如胜海舟的日記就把法名「公現入道親王」的北白川宮能久親王稱為「法親王」。